# Setina
Genre
Setina est un genre de lépidoptères (papillons) de la famille des Erebidae et de la sous-famille des Arctiinae.

## Liste des espèces
Selon FUNET Tree of Life (29 octobre 2020) :
- Setina alpestris Zeller, 1865
- Setina atroradiata Walker, 1865
- Setina aurata (Ménétriés, 1832)
- Setina aurita (Esper, 1787) — l'Écaille alpine
- Setina cantabrica de Freina & Witt, 1985
- Setina flavicans Geyer, 1836
- Setina irrorella (Linnaeus, 1758) — l'Endrosie diaphane
- Setina kuhlweini (Hübner, 1824)
- Setina roscida ([Denis & Schiffermüller], 1775) — l'Écaille roscide